# Edgerton (Ohio)
Pour les articles homonymes, voir Edgerton.
Edgerton est un village américain situé dans le comté de Williams, dans l'Ohio. Selon le recensement de 2010, sa population est de 2 012 habitants.